# Horní Vltavice
Horní Vltavice är en ort i Tjeckien.   Den ligger i regionen Södra Böhmen, i den sydvästra delen av landet, 130 km söder om huvudstaden Prag. Horní Vltavice ligger 810 meter över havet och antalet invånare är 404.
Terrängen runt Horní Vltavice är huvudsakligen lite kuperad. Horní Vltavice ligger nere i en dal. Runt Horní Vltavice är det ganska glesbefolkat, med 38 invånare per kvadratkilometer. Närmaste större samhälle är Volary, 10,7 km sydost om Horní Vltavice. I omgivningarna runt Horní Vltavice växer i huvudsak barrskog.